# 할라인군

할라인군의 위치

할라인군(독일어: Bezirk Hallein)은 오스트리아 잘츠부르크주에 위치한 군으로 행정 중심지는 할라인이며 면적은 668.35km2, 인구는 61,660명(2023년 기준), 인구 밀도는 92명/km2이다. 북쪽으로는 잘츠부르크움게붕군, 동쪽으로는 오버외스터라이히주 그문덴군, 남쪽으로는 장크트요한임퐁가우군과 접하며 서쪽으로는 독일 바이에른주와 국경을 접한다.

## 하위 행정 구역
1개 도시, 4개 시장도시, 8개 일반 시를 관할한다.
- 도시
  - 할라인(Hallein)
- 시장도시
  - 아프테나우(Abtenau)
  - 골링안데어잘차흐(Golling an der Salzach)
  - 쿠흘(Kuchl)
  - 오버알름(Oberalm)
- 일반 시
  - 아드네트(Adnet)
  - 아나베르크룽괴츠(Annaberg-Lungötz)
  - 바트피가운(Bad Vigaun)
  - 크리스플(Krispl)
  - 푸흐바이할라인(Puch bei Hallein)
  - 루스바흐암파스그쉬트(Rußbach am Paß Gschütt)
  - 장크트콜로만(St. Koloman)
  - 셰파우암테넨게비르게(Scheffau am Tennengebirge)